# 清华八斋

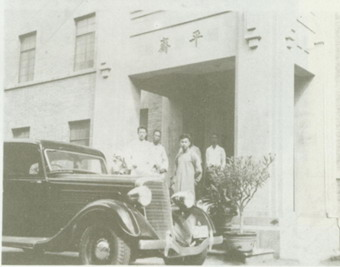
清华大学的“平斋”，1938年

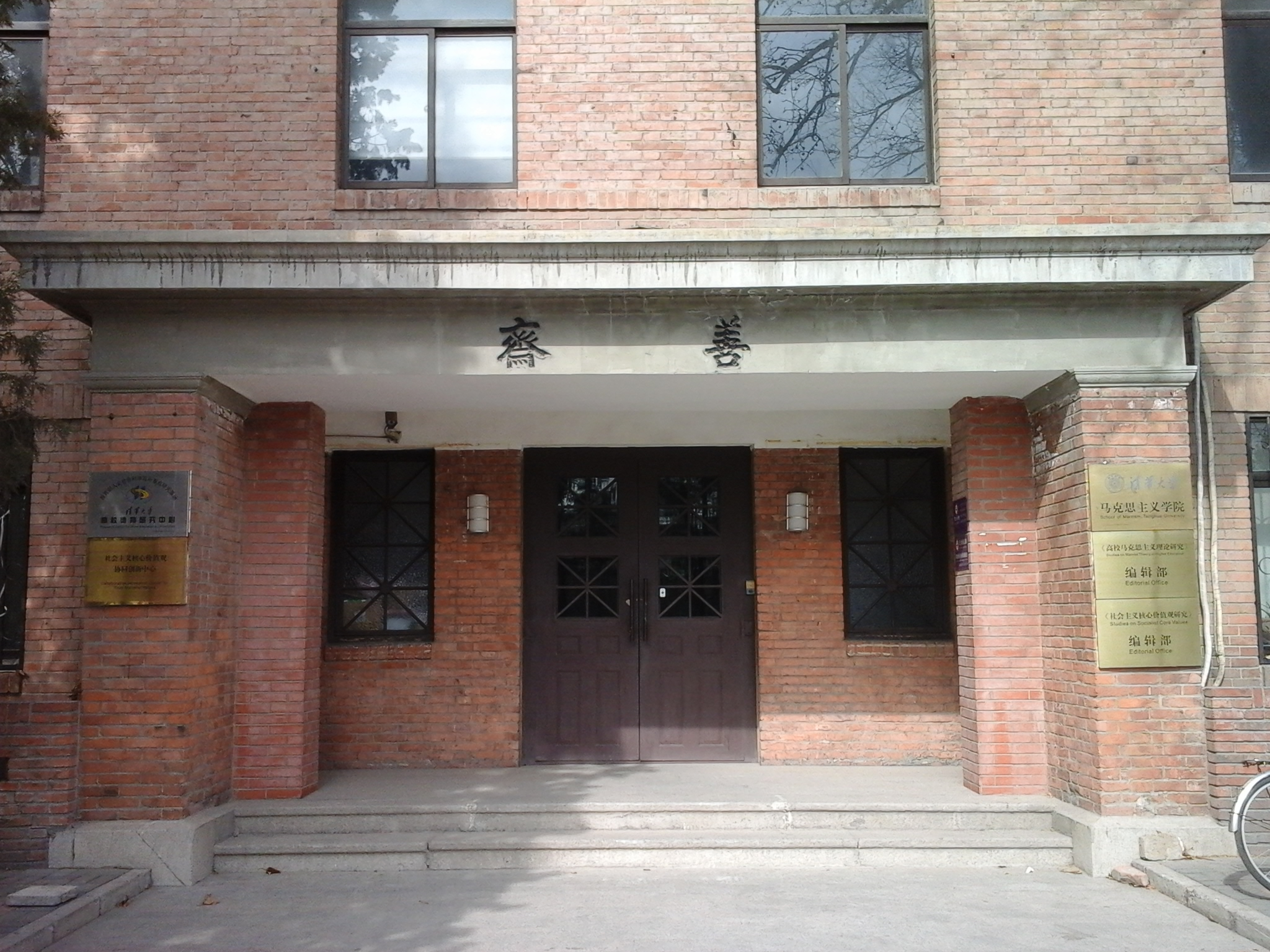
清華馬克思主義學院

清华八斋指位于北京清华园的清华大学早期學生宿舍，可分為前五齋與後三齋。前五齋是指明斋、新斋、善斋、静斋、平斋，後三齋是强斋、诚斋和立斋。
2001年，清华前五齋被国务院正式公布为第五批全国重点文物保护单位。2016年被列入為“首批中国20世纪建筑遗产”。

## 概况
清華八齋的“斋”字，根據《中国文化辞典》的解释，“原意為在祭祀和典礼之前的潔淨身心的準備，以示虔诚。后引申为能幽居之处所”，以宿舍為齋，能體現其幽雅清静，宜居宜學。清華早期宿舍原本並沒有這麼典雅的名字，而是稱為“几院”，當時的校長梅贻琦認為需要較優美的名字，於是在1935年時，決定將四院改称明斋、五院改称善斋、六院改称新斋、七院改称平斋、女生宿舍改称静斋。
清华前五齋的名字源自《大学》各目，即“大学之道，在明明德”——明斋，“在新民”——新斋，“在止于至善”——善斋。“知止而后有定，定而后能静”——静斋。“家齐而后国治，国治而后天下平”—平斋。清华大学的“明斋”最早建立，其后是一系列“新”、“善”、“静”、“平”各斋。
“前五斋”的得名可能與梅贻琦校長的《大学》思想有关。梅贻琦著有名文《大学一解》他在此文中寫道：“及至大学一篇之作，而学问之最后目的，最大精神，乃益见显著。《大学》一书开章明义之数语即曰：‘大学之道，在明明德。在新民。在止于至善。’。若论其目，则格物、致知、诚意、正心、修身，属明明德；而齐家、治国、平天下，属新民。”梅校長對《大学》很熟悉、非常推崇。

## 前五齋

### 明斋

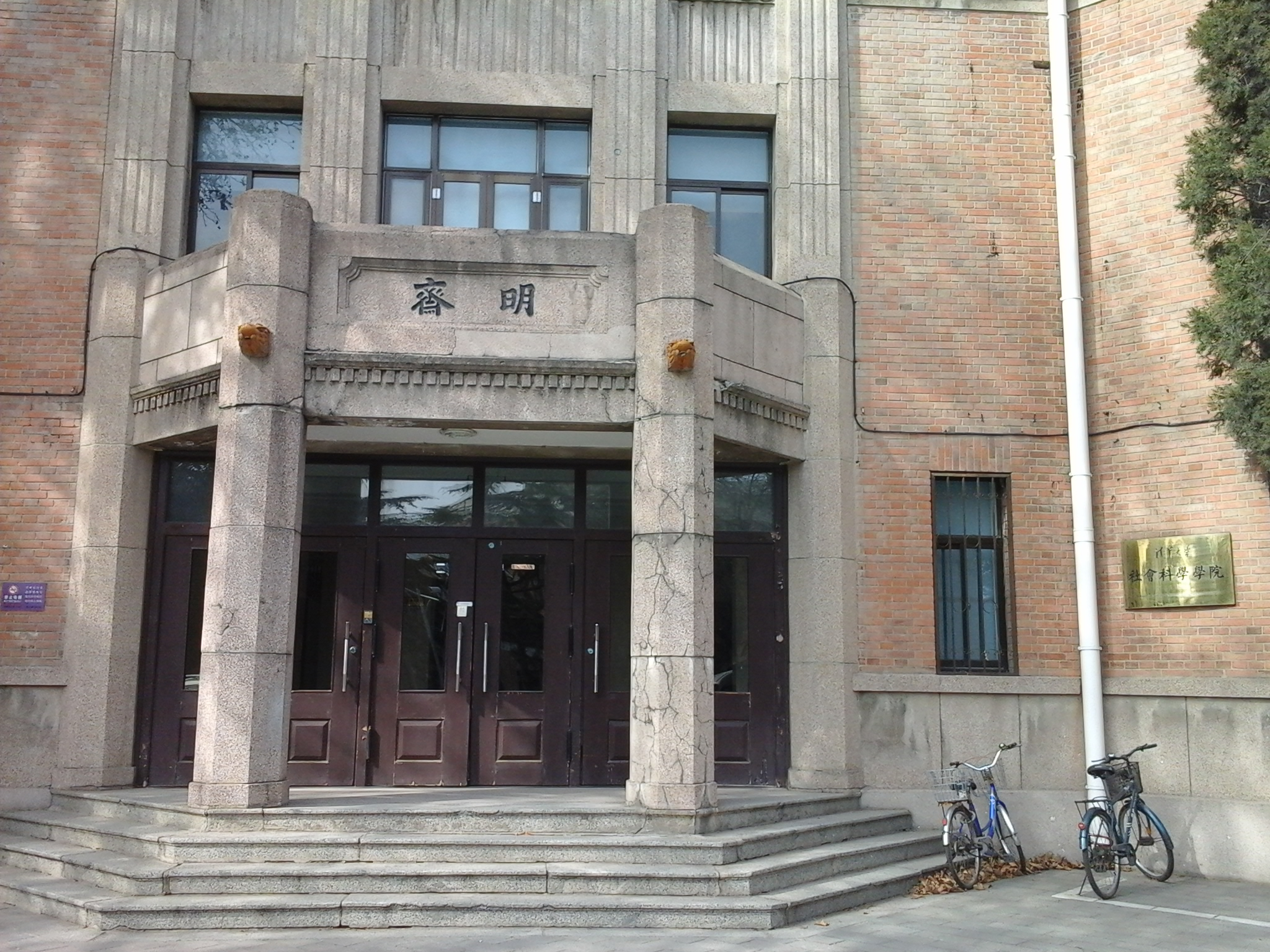
清華社會科學學院

明斋建成于1930年，是清华改成大學後的第一個學生宿舍，原稱為四院，又称为“新洋楼”，是由任職於天津基泰工程司的杨廷宝先生设计的，位于西北操场北端，國務院總理朱鎔基也曾住在這裡。
明斋的面积為4417平方公尺，南北长85.4公尺，东西长81.7公尺，是三層的建築物。明齋有四個門，位於它的四個角上，主要大門位在兩個轉角處，建築的中間部分有过街楼，方便學生南北穿行。當時的宿舍美曾有66個房間，每間可住2人，每層樓梯間設有公共厕所盥洗室。
如今的明斋是清华大学社会科学学院的院馆。

### 善斋
善斋于1932年建成，最初稱為五院，為男生宿舍，是由Carl L.Anner所设计的，面积是2202平方公尺，形狀呈“一”字形，主要大門位在南向正中、進門時正對大樓梯，呈現典型的意大利式風格。東西方向分成五段，左有各5個立柱。
如今的善斋为马克思主义学院的办公楼，清华大学绿色办公室也在里面，門外豎立著马克思的雕像。

### 静斋

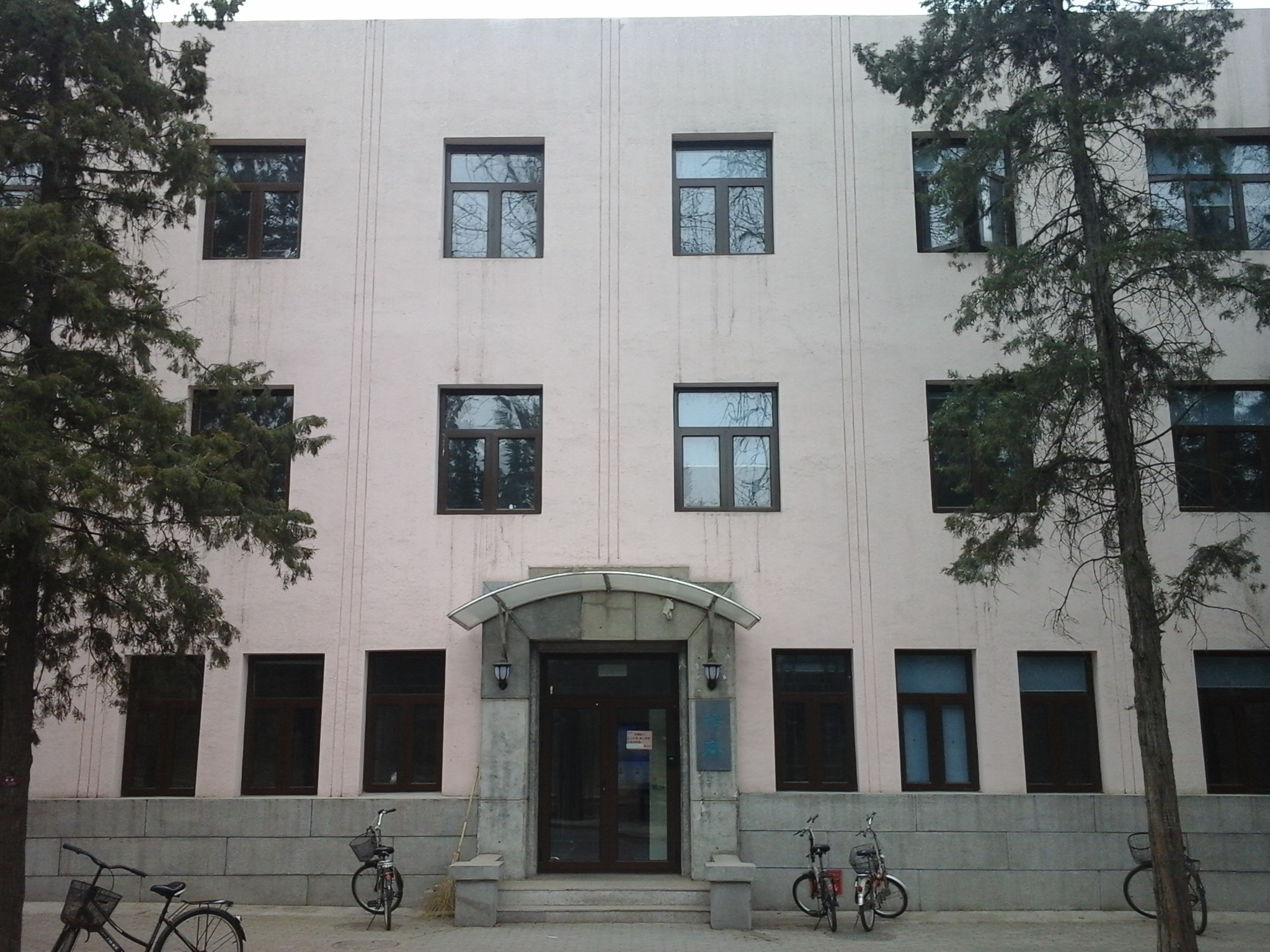
靜齋：清華早期女生宿舍

静斋1932年建成，建筑面积為2109平方公尺，坐落于荷塘边上、近春園與舊清華園的交界上，與甲所一丘之隔。早期因做為女生宿舍，門禁很嚴，被男生戏称为為“堡垒”，只有在校慶或重要節日時才開放男生與外賓進入。且因其外观酷似炮台，又稱為“炮台”。
1928年清华大学开始招收女生，因为没有女生专用宿舍，古月堂被临时辟为女生宿舍，同时学校开始筹建女生专用宿舍。1932年“静斋”落成，全校女生和部分女教师迁入住宿。静斋因为是清华第一座女生宿舍而知名度最高。中華人民共和國成立後，静斋曾先後做為慢性病療養處、留學生宿舍、招待所等。

### 新斋

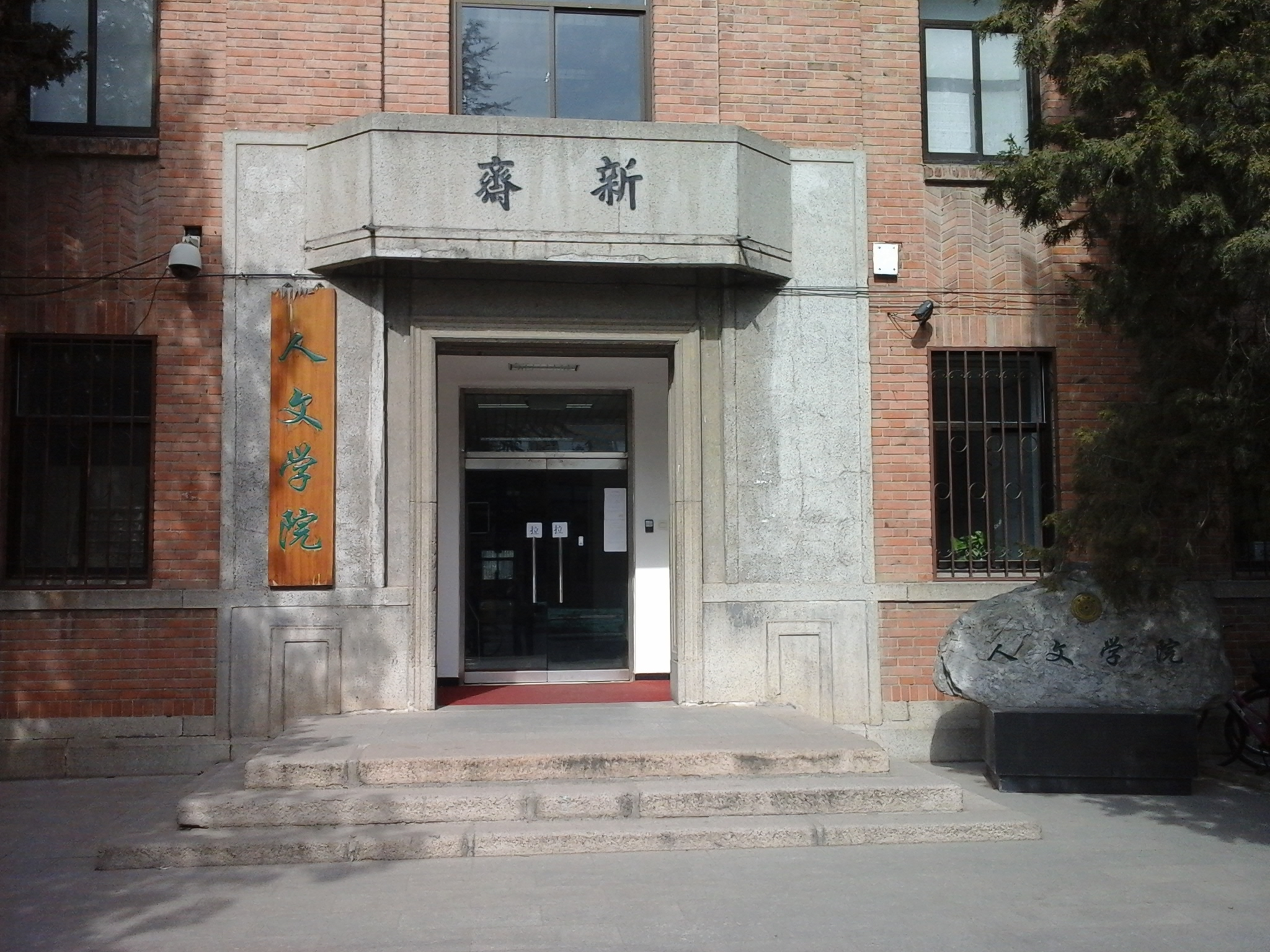
新齋

新齋位於明齋旁邊，建于1934年，由天津基泰工程司负责设计與修建，面積4050平方公尺，形狀為“工”字形。曾經稱為六院，以前是男生宿舍，著名大師钱伟长就曾住在这里。
曾經作為清华大学人文学院部分系所在地。2020年1月初，人文學院搬到蒙民偉人文樓，同年1月27日，因應武漢爆發的肺炎疫情，新齋改建為集中住宿健康观察點。
早期的新齋中間部分為楼梯间、盥洗室、值班室等輔助設施，上下段皆為宿舍，並且在北側採用单边走道的格局。齋子立面东西三段式，中央南向正入口。

### 平斋

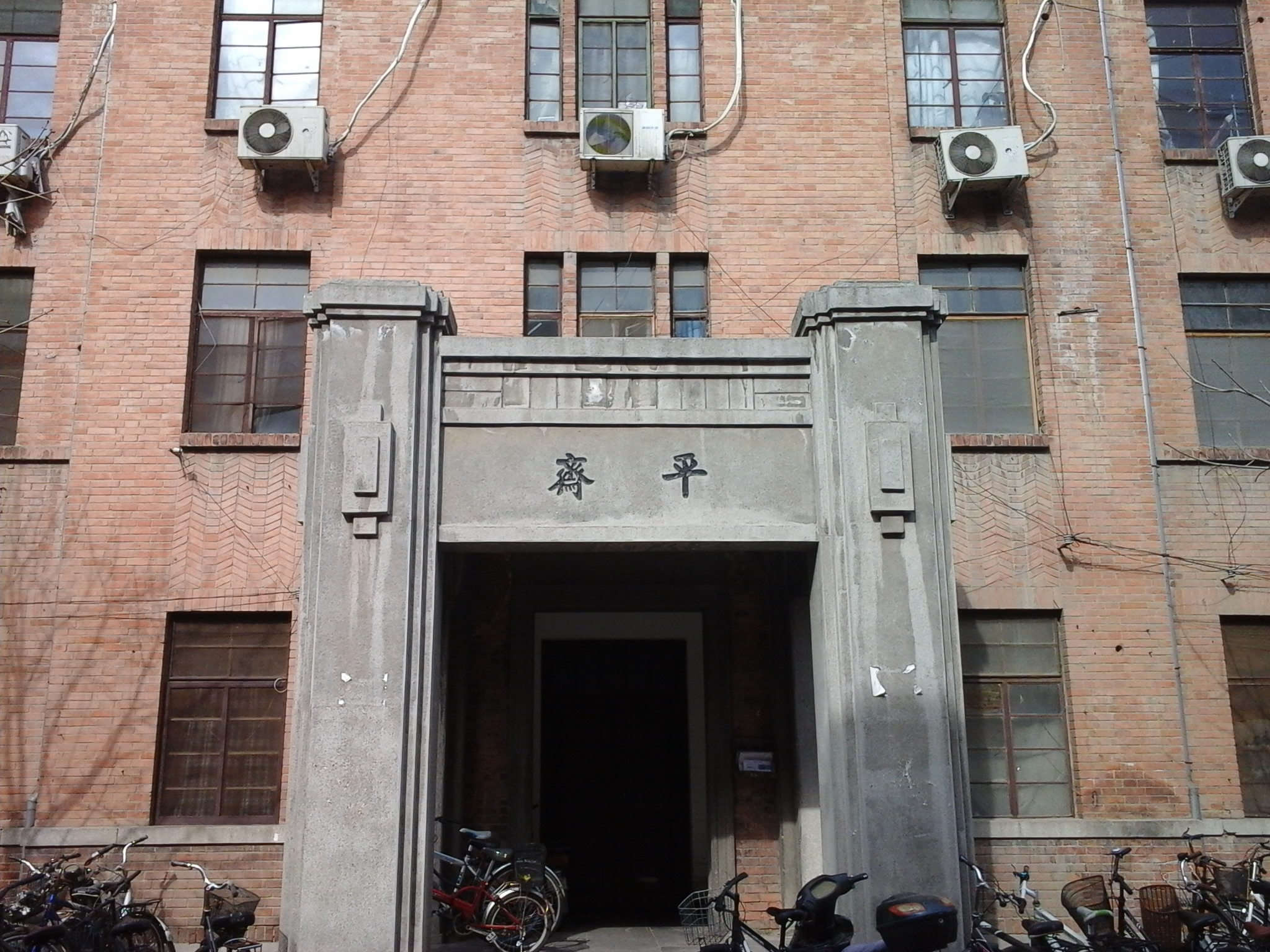
清華的早期宿舍平齋

平齋位於善齋後面，建于1934年，也是由天津基泰工程司负责设计與修建，面积2759平方公尺。最初稱為七院，目前為教工宿舍，是目前唯一還是當作住所的斋子。
早期的平齋與新齋一樣，中間部分為楼梯间、盥洗室、值班室等輔助設施，上下段皆為宿舍，並且在北側採用单边走道的格局。齋子立面东西三段式，中央南向正入口。

## 後三齋
後三齋均為中華人民共和國成立後興建的齋子，約建於1951年至1952年。當時，中國人民銀行因缺乏金融相關的專業人才，便与清華合作，成立了“银行专修科”，因要方便學員學習，後三齋因而誕生。1952年後三齋同時落成，當時的設計單位是清华大学技术室，也就是当时的基建处。同期間落成的建築物還有新航空馆、西大饭厅、一教和西阶教室等。

### 强斋

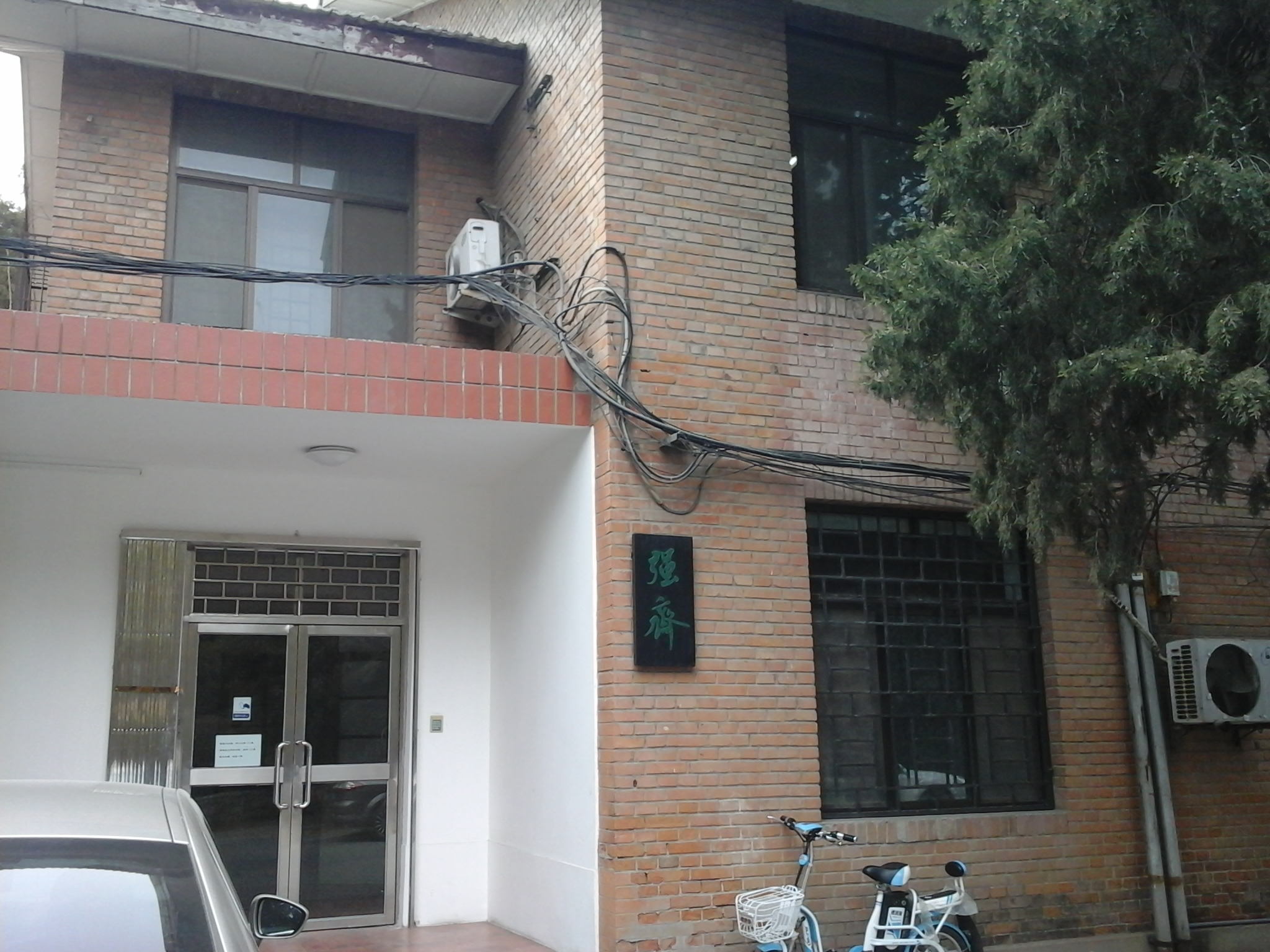
強齋：清華早期宿舍

強齋位於熙春路上，靜齋的旁邊，也是女生宿舍，強齋的名字取於易經：“天行健，君子以自强不息”。

### 诚斋
誠齋位於逸夫馆北邊，建於1951年，是建筑大师梁思成提议保留大屋顶风格的古建筑，誠齋的名字來自於大学：“知至而后意诚，意诚而后心正”，建成後為人民銀行銀行專修科男學員宿舍。而後為了興建李文正圖書館，已經拆除。

### 立斋
立齋位於誠齋的旁邊，也是建筑大师梁思成提议保留大屋顶风格的古建筑，立齋的名字來自於論語：“夫仁者，己欲立而立人，己欲达而达人”。而後成為清华大學国学院研究院。但是後來為了興建李文正圖書館，已經拆除。